# Michele Mitchell
Michele Mitchell, född den 10 januari 1962 i Phoenix, Arizona, är en amerikansk simhoppare.
Hon tog OS-silver i höga hopp i samband med de olympiska simhoppstävlingarna 1988 i Seoul.